# Aardbeving Bougainville februari 2010
De aardbeving bij Bougainville op 1 februari 2010 vond plaats om 22:28:17 UTC. Het epicentrum lag op ongeveer 125 kilometer ten westen van Arawa, de hoofdstad van Bougainville, en op 885 kilometer ten noordoosten van de nationale hoofdstad Port Moresby. De kracht bedroeg 6,2 op de schaal van Richter. Het hypocentrum lag op een diepte van 33 kilometer.
Januari: Salomonseilanden (3 januari) · Californië (10 januari) · Haïti (12 januari) -
Februari: Bougainville (1 februari) · Riukiu-eilanden (26 februari) · Chili (27 februari) -
Maart: Taiwan (4 maart) · Sumatra (5 maart) · Turkije (8 maart) · Chili (11 maart) · Japan (14 maart) · Obi-eilanden (14 maart) -
Mei: Sumatra (9 mei) · Vanuatu (27 mei) -
Juni: Papoea (16 juni) -
Oktober: Sumatra (25 oktober)